# Waasmunster
Waasmunster belga város, amely a flandriai Kelet-Flandria tartományban, Dendermonde körzetben található, a Durme-folyó partján. A városnak több, mint 10 000 lakosa van.

## Története
A Deurne mentén már bronz- és vaskor során megtelepedtek az első lakosok, az első maradványok i. e. 2000-ből származnak. A gallo-román időszakban a város környéke fontos kereskedelmi központtá fejlődött, Vicus Pontrave néven.
A rómaiak után a frank és Meroving-korszakból kevés emlék maradt fenn, de feltehetően ekkor alakultak ki a mai Waasmunster, Sombeke és Sint-Anna települések elődei. Nagy Károly idejében, 800 körül jelentek meg a vidéken az első vallásos közösségek. Ennek is köszönhető, hogy Beveren, Rupelmonde és Temse települések mellett Waasmunster volt a korabeli Waasland egyik egyházi központja. A város neve feltehetően az óholland "Wasiae - Monasterium"-ból ered, amely a Waas-földön ("Waasland") található kolostorra utalt. Ez a kolostor a "Roosenberg" (Monte Rosarium) volt, amit 1237-38-ban Tournai püspöke, Walter de Marvis kérésére alapítottak a "Les Prez-Prochins" zárda nővérei.
A feudális rendnek az 1795-ös francia megszállás vetett véget, amikor Waasmunstert az újonnan alakított Dendermonde járáshoz csatolták. A 19. sz. során a város fokozatosan elvesztette korábbi jelentőségét, az ipari forradalom sem jutott el ide, ennek köszönhetően megőrizte régies, vidékies jellegét. Fellendülést csak a 20. sz. második felében az E17 autópálya megépítése hozott, ami könnyen elérhetővé tette Waasmunstert. Sokan vásároltak itt hétvégi házat vagy lakást és számos étterem, kávézó nyílt a látogatók kiszolgálására.
A középkorban Waasmunster a környék egyik adminisztratív központja volt, közvetlenül a flamand grófok fennhatósága alatt.
A város címerén ábrázolt hableány retket fog a kezében. A retek termesztése Waasmunster környékén a 16. sz.-ban kezdődött, mielőtt Flandria más részein is elterjedt ez a növény.

## Politika
A város polgármesterei:
- Jean Van den Bogaerde
- Emile de Neve de Roden (1896–)
- Maria Moens (1950–1976)
- René Bocklandt (1977–1982)
- Willy Strobbe (1982–1994)
- Eric Van Mele (1995–2000)
- Rik Daelman (2001–2012)
- Michel Du Tré (2013–)

## Érdekességek, látnivalók
- A városi Milieumediatheek múzeum a környező vidék természeti kincseit, élővilágát mutatja be.
- Egyéb látnivalók: Onze Lieve Vrouwkerk (15. sz.), 16-17. sz.-i házak a Kerkstraat-on, Roosenberg apátság (Oudeheerweg Heide 3)
- A Blauwendael-kastély (Kasteel Blauwendael)
- Az 1945. január 1-jén Waasmunster felett lelőtt Focke-Wulf repülőgép története Archiválva 2008. március 12-i dátummal a Wayback Machine-ben